# Feliks Szober

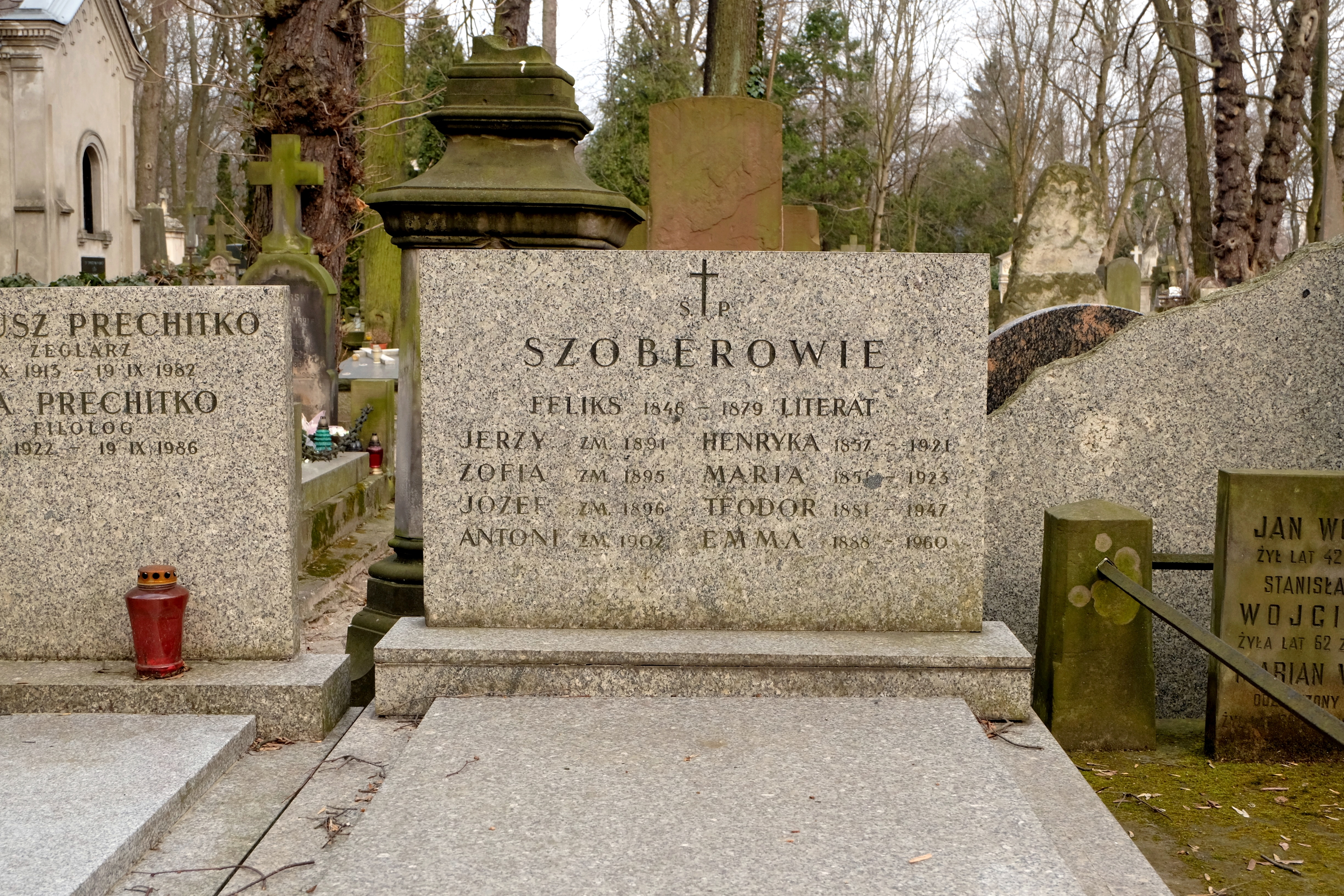
Grób aktora i pisarza Feliksa Szobera na Cmentarzu Powązkowskim w Warszawie

Feliks Szober, Schober (ur. 30 sierpnia 1846 w Lublinie, zm. 16 sierpnia 1879 w Warszawie) – polski aktor i pisarz sceniczny, przedwcześnie zmarły autor wesołych komedyjek: Stara panna (wystawiona w 1868) i Lekcja śpiewu (1868) oraz najpopularniejszej komedii Podróż po Warszawie (1876). Sztuka o poważnej tendencji społecznej Znakomici (1871) oraz Podróż do piekła (1879) spotkały się swego czasu z ostrą krytyką. Pochowany na cmentarzu Powązkowskim w Warszawie (kwatera 175-6-14).